# جيك وايتمان
جيك وايتمان (مواليد 11 يوليو 1994) هو عداء بريطاني، حصل على الميدالية الذهبية في سباق 1500 متر في بطولة العالم لألعاب القوى 2022.